# Вцілілий (роман Чака Поланіка)
Вцілі́лий — другий роман Чака Поланіка, вперше опублікований у лютому 1999 року.
У цій роботі Чак Поланік описує історію Тендера Бренсона, парафіянина Церкви Віруючих.

## Сюжет
Тендер Бренсон сидить у кабіні пілота та розказує чорному ящику історію свого життя. Він описує події свого життя до моменту захоплення літака.
Тендер — парафіянин Церкви Віруючих. Кожного члена Церкви навчають бути слугами людської раси — більшість із них дворецькі і покоївки, — та навчають страху перед звичайними людськими радощами. Вони чекають на знак від Бога, — знак, який вкаже членам Церкви доставити себе до Нього, тобто вчинити самогубство.
Знак, нарешті, з'являється, і через десять років Тендер стає останнім живим членом культу. Його ім'я стає популярним, а сам він стає кумиром багатьох людей.

## Екранізація
У 1999 році американська компанія 20th Century Fox вирішила екранізувати книгу, Джейк Палтроу написав сценарій, але фільм так і не було знято через події  11 вересня 2001 року. На даний момент проект екранізації розробляє компанія Thousand Words.

## Цікаві факти
Глави та сторінки пронумеровані у книзі в зворотньому порядку, починаючи з глави 47 на сторінці 289 і закінчуючи 1 сторінкою 1 глави.